# 久保知大
久保 知大（くぼ ともひろ、1981年5月2日 - ）は、日本の元ラグビー選手。

## プロフィール
- 北海道出身[1]。
- ポジションはプロップ(PR)。
- 身長 175cm、体重 105kg
- ニックネームはクボちゃん。
- 日本代表スコッドに選ばれたことがある[2]。

## 略歴
2000年、中標津高校卒業後、筑波大学に入る。
2005年、筑波大学卒業後、東芝府中ブレイブルーパス（現・東芝ブレイブルーパス）に加入。
2006年12月2日に行われたトップリーグ第8節のリコーブラックラムズ戦に途中出場ながら公式戦初出場を果たす。
2016年、現役を引退した。

## 受賞歴
- 2010-11トップリーグベスト15